# Vepr (gépkarabély)
A Vepr (ukránul: Вепр, jelentése: vadkan) Ukrajnában a 2000-es éveke elején kifejlesztett 5,45 mm-es gépkarabély. Csak prototípus szintjén maradt, sorozatgyártására nem került sor.

## Története
Az első teljesen ukrán fejlesztésű gépkarabélyt 2003-ban mutatták be. A fegyvert Olekszandr Szeljukov tervezte a kijevi Ukrán Precíziós Gépgyártási Tudományos Központba (NCTM). 2010-ig ezzel a modellel akarták lecserélni az Ukrán Fegyveres Erőknél rendszeresített AKM és AK–74 gépkarabélyokat. Sorozatgyártásáról és jövőbeni rendszeresítéséről többször jelentek meg hírek, de erre nem került sor. Mindössze prototípusok készültek.
2004-ben mutatták be a fegyver módosított változatát, amelyet egy cső alatti 40 mm-es gránátvetővel szereltek fel. A Védelmi Minisztérium 16 ezer darab beszerzését tervezte ebből a típusból, de pénzhiány miatt ez nem valósult meg.
A Vepr koncepcióján alapul a Maljuk kompakt gépkarabély, amelyet 2005-től fejlesztett ki az Interproinveszt vállalat és 2017-ben rendszeresítették az Ukrán Fegyveres Erőknél, az Ukrán Nemzeti Gárdánál és még néhány más fegyveres testületnél.

## Műszaki jellemzők
A fegyver az AK–74 gépkarabély bullpup rendszerűvé átalakított változata. Csőhossza, belső szerkezete, alapvető paraméterei teljesen megegyeznek az AK–74-ével. A bullpup kialakításnak köszönhetően azonban a fegyver az AK–74-hez képest lényegesen rövidebb és 200 grammal könnyebb lett, más információk szerint nem. Az AK–74 becsukható válltámasszal 3300 g, hossza 690 mm (töltötten 3600 g). Utóbbi AK–74 verziók még könnyebbek, súlyuk üresen kb. 3200 g. A Vepr az AK–74-hez kifejlesztett 5,45x39 mm M74 lőszerrel tüzel. 30 db-os ívtárral rendelkezik. Diopter irányzékkal rendelkezik, de optikai irányzékkal is felszerelhető.